# EP (ep)
EP är en ep-skiva av The Spokes utgiven 2012. Den innehåller fyra låtar skrivna av sångaren och gitarristen Jens Schulstad. Låtarna finns även med på bandets album In my head som kom ut senare samma år.

## Låtlista
1. Tell me why
2. In my head
3. Love will never last
4. Give back my love

## Medverkande
- Henrik Engblom, gitarr, munspel och sång.
- Jimmy Håkansson, trummor.
- Jonas Nordström, bas.
- Jens Schulstad, gitarr och sång.
- Anders Toresson, gitarr och sång.

### Övriga medverkande
- Daniel Hogdin, bas
- Fredrik Humlin, keyboard